# Сан Себастијано ал Везувио
Сан Себастијано ал Везувио (итал. San Sebastiano al Vesuvio) је насеље у Италији у округу Напуљ, региону Кампанија.
Према процени из 2011. у насељу је живело 9167 становника. Насеље се налази на надморској висини од 142 м.

## Становништво
| 1931. | 1936. | 1951. | 1961. | 1971. | 1981. | 1991. | 2001. | 2011. |
| ----- | ----- | ----- | ----- | ----- | ----- | ----- | ----- | ----- |
| 1.958 | 2.081 | 2.318 | 3.464 | 5.352 | 8.794 | 9.486 | 9.849 | 9.167 |